# Паданг
Паданг (на индонезийски: Padang) е град в Индонезия и столица на провинция Западна Суматра. Разположен е на западното крайбрежие на остров Суматра. Има население от 833 562 жители (2010 г.), като по-голямата част от тях са от народността минангкабау.

## История
Градът се развива като търговски център от 16 век. От 1633 минава под холандско управление, като на два пъти англичаните за кратко владеят града (1781 – 1784 и 1795 – 1819). До 1780 най-важният износен продукт за Паданг е златото, добивано от мините в района. След изчерпването им, местните се заемат с отглеждане на кафе.

## География
Разположен е на западния бряг на остров Суматра, при устието на река Аран, в добре защитен залив, значително допринесъл за развитието на града. Климатът е типичен тропически, с постоянни целогодишни температури от 24 – 29 °С. Паданг е един от най-влажните градове в Индонезия с над 4300 мм годишни валежи.
През 2009 Паданг е ударен от силно земетресение с магнитуд от 7,6, с епицентър на 45 км северозападно от него. Градът пострадва значително, а жертвите са 313.

### Климат
| Климатични данни за Паданг                  | Климатични данни за Паданг | Климатични данни за Паданг | Климатични данни за Паданг | Климатични данни за Паданг | Климатични данни за Паданг | Климатични данни за Паданг | Климатични данни за Паданг | Климатични данни за Паданг | Климатични данни за Паданг | Климатични данни за Паданг | Климатични данни за Паданг | Климатични данни за Паданг | Климатични данни за Паданг |
| Месеци                                      | яну.                       | фев.                       | март                       | апр.                       | май                        | юни                        | юли                        | авг.                       | сеп.                       | окт.                       | ное.                       | дек.                       | Годишно                    |
| Средни максимални температури (°C)          | 31,1                       | 31,4                       | 31,3                       | 31,3                       | 31,6                       | 31,3                       | 31,0                       | 30,7                       | 30,5                       | 30,4                       | 30,4                       | 30,7                       | 31,0                       |
| Средни температури (°C)                     | 27,0                       | 27,2                       | 27,3                       | 27,4                       | 27,5                       | 27,1                       | 26,7                       | 26,7                       | 26,6                       | 26,6                       | 26,8                       | 26,9                       | 27,0                       |
| Средни минимални температури (°C)           | 22,9                       | 22,9                       | 23,2                       | 23,5                       | 23,4                       | 22,9                       | 22,4                       | 22,6                       | 22,7                       | 22,8                       | 23,1                       | 23,0                       | 23,0                       |
| ------------------------------------------- | -------------------------- | -------------------------- | -------------------------- | -------------------------- | -------------------------- | -------------------------- | -------------------------- | -------------------------- | -------------------------- | -------------------------- | -------------------------- | -------------------------- | -------------------------- |
| Източник: https://cuacalab.id/cuaca_padang/ |                            |                            |                            |                            |                            |                            |                            |                            |                            |                            |                            |                            |                            |